# Wagneria major
Wagneria major là một loài ruồi trong họ Tachinidae.